# Vilsheim
Vilsheim település Németországban, azon belül Bajorországban. Lakosainak száma 2843 fő (2023. december 31.). Vilsheim Altfraunhofen, Hohenpolding, Buch am Erlbach, Eching, Tiefenbach és Kumhausen községekkel határos.

## Népesség
A település népessége az elmúlt években az alábbi módon változott:
| Lakosok száma | 1428 | 717  | 2369 | 2358 | 2451 | 2491 | 2583 | 2575 | 2803 | 2843 |
|               | 1970 | 1975 | 2011 | 2012 | 2014 | 2015 | 2017 | 2019 | 2022 | 2023 |